# Чхве Ін Йон
Чхве Ін Йон (кор. 최인영, нар. 5 березня 1962) — південнокорейський футболіст, що грав на позиції воротаря.
Виступав, зокрема, за клуб «Хьонде Хорані», а також національну збірну Південної Кореї.

## Клубна кар'єра
У дорослому футболі дебютував 1981 року виступами за команду аматорського клубу «Сеул Сіті», в якій провів два сезони, взявши участь лише у 2 матчах. Протягом 1983 року захищав кольори команди клубу «Кукмін Банк».
1984 року перейшов до клубу «Хьонде Хорані», за який відіграв 11 сезонів. Завершив професійну кар'єру футболіста виступами за цю команду в 1995 році.

## Виступи за збірні
1981 року залучався до складу молодіжної збірної Південної Кореї. На молодіжному рівні зіграв у 3 офіційних матчах, пропустив 4 голи.
1983 року дебютував в офіційних матчах у складі національної збірної Південної Кореї. Протягом кар'єри у національній команді, яка тривала 12 років, провів у формі головної команди країни 51 матч, пропустивши 39 голів.
У складі збірної був учасником чемпіонату світу 1990 року в Італії та чемпіонату світу 1994 року у США. На обох мундіалях був основним голкіпером своєї команди і взяв участь в усіх іграх південнокорейців на групових етапах, на яких збірна в обох випадках припиняла боротьбу.
| Дата       | Місто        | Господарі         | Результат             | Гості             | Турнір                     | Голи | Примітки |
| ---------- | ------------ | ----------------- | --------------------- | ----------------- | -------------------------- | ---- | -------- |
| 6-3-1983   | Токіо        | Японія            | 1 – 1                 | Південна Корея    | Щорічний матч Корея-Японія | -1   |          |
| 6-6-1983   | Сувон        | Південна Корея    | 4 – 0                 | Таїланд           | Кубок Президента 1983      | -    |          |
| 8-6-1983   | Сеул         | Південна Корея    | 1 – 0                 | Нігерія           | Кубок Президента 1983      | -    |          |
| 12-6-1983  | Чонджу       | Південна Корея    | 3 – 0                 | Індонезія         | Кубок Президента 1983      | -    |          |
| 15-6-1983  | Сеул         | Південна Корея    | 1 – 0                 | Гана              | Кубок Президента 1983      | -    |          |
| 9-8-1983   | Сан-Хосе     | Коста-Рика        | 1 – 1                 | Південна Корея    | товариський матч           | -1   |          |
| 10-10-1984 | Колката      | Південна Корея    | 6 – 0                 | Північний Ємен    | Відбір до Кубка Азії 1984  | -    |          |
| 16-10-1984 | Колката      | Південна Корея    | 0 – 0                 | Малайзія          | Відбір до Кубка Азії 1984  | -    |          |
| 2-12-1984  | Сінгапур     | Саудівська Аравія | 1 – 1                 | Південна Корея    | Кубок Азії 1984 - 1-й етап | -1   |          |
| 10-12-1984 | Сінгапур     | Катар             | 0 – 1                 | Південна Корея    | Кубок Азії 1984 - 1-й етап | -    |          |
| 2-3-1985   | Катманду     | Непал             | 0 – 2                 | Південна Корея    | Відбір до ЧС 1986          | -    |          |
| 19-5-1985  | Сеул         | Південна Корея    | 2 – 0                 | Малайзія          | Відбір до ЧС 1986          | -    |          |
| 6-6-1985   | Теджон       | Південна Корея    | 3 – 2                 | Таїланд           | Кубок Президента 1985      | -2   |          |
| 30-7-1985  | Джакарта     | Індонезія         | 1 – 4                 | Південна Корея    | Відбір до ЧС 1986          | -1   |          |
| 12-6-1990  | Верона       | Бельгія           | 2 – 0                 | Південна Корея    | ЧС 1990 - 1-й етап         | -2   |          |
| 17-6-1990  | Удіне        | Південна Корея    | 1 – 3                 | Іспанія           | ЧС 1990 - 1-й етап         | -3   |          |
| 21-6-1990  | Удіне        | Південна Корея    | 0 – 1                 | Уругвай           | ЧС 1990 - 1-й етап         | -1   |          |
| 27-7-1990  | Пекін        | Південна Корея    | 2 – 0                 | Японія            | Кубок Династії 1990        | -    |          |
| 29-7-1990  | Пекін        | Південна Корея    | 1 – 0                 | Північна Корея    | Кубок Династії 1990        | -    |          |
| 3-8-1990   | Пекін        | КНР               | 1 – 1 д.ч. (4-5 п.п.) | Південна Корея    | Кубок Династії 1990        | -1   |          |
| 6-9-1990   | Сеул         | Південна Корея    | 1 – 0                 | Австралія         | товариський матч           | -    |          |
| 23-9-1990  | Пекін        | Південна Корея    | 7 – 0                 | Сінгапур          | Літні Азійські ігри 1990   | -    |          |
| 27-9-1990  | Пекін        | Південна Корея    | 2 – 0                 | КНР               | Літні Азійські ігри 1990   | -    |          |
| 1-10-1990  | Пекін        | Південна Корея    | 1 – 0                 | Кувейт            | Літні Азійські ігри 1990   | -    |          |
| 3-10-1990  | Пекін        | Південна Корея    | 0 – 1                 | Іран              | Літні Азійські ігри 1990   | -1   |          |
| 5-10-1990  | Пекін        | Південна Корея    | 1 – 0                 | Таїланд           | Літні Азійські ігри 1990   | -    |          |
| 11-10-1990 | Пхеньян      | Північна Корея    | 2 – 1                 | Південна Корея    | товариський матч           | -2   |          |
| 7-6-1991   | Сеул         | Південна Корея    | 0 – 0                 | Єгипет            | Кубок Президента 1991      | -    |          |
| 11-6-1991  | Кванджу      | Південна Корея    | 1 – 1                 | Мальта            | Кубок Президента 1991      | -1   |          |
| 14-6-1991  | Сеул         | Південна Корея    | 0 – 0 д.ч. (4-3 п.п.) | Австралія         | Кубок Президента 1991      | -    |          |
| 16-6-1991  | Сеул         | Південна Корея    | 2 – 0                 | Єгипет            | Кубок Президента 1991      | -    |          |
| 22-8-1992  | Пекін        | Південна Корея    | 0 – 0                 | Японія            | Кубок Династії 1992        | -    |          |
| 24-8-1992  | Пекін        | Північна Корея    | 1 – 1                 | Південна Корея    | Кубок Династії 1992        | -1   |          |
| 26-8-1992  | Пекін        | КНР               | 0 – 2                 | Південна Корея    | Кубок Династії 1992        | -    |          |
| 29-8-1992  | Пекін        | Японія            | 2 – 2 д.ч. (4-2 п.п.) | Південна Корея    | Кубок Династії 1992        | -2   |          |
| 24-9-1993  | Сеул         | Південна Корея    | 1 – 1                 | Австралія         | товариський матч           | -1   |          |
| 26-9-1993  | Сеул         | Південна Корея    | 1 – 0                 | Австралія         | товариський матч           | -    |          |
| 16-10-1993 | Доха         | Іран              | 0 – 3                 | Південна Корея    | Відбір до ЧС 1994          | -    |          |
| 19-10-1993 | Доха         | Ірак              | 2 – 2                 | Південна Корея    | Відбір до ЧС 1994          | -2   |          |
| 22-10-1993 | Доха         | Південна Корея    | 1 – 1                 | Саудівська Аравія | Відбір до ЧС 1994          | -1   |          |
| 25-10-1993 | Доха         | Японія            | 1 – 0                 | Південна Корея    | Відбір до ЧС 1994          | -1   |          |
| 28-10-1993 | Доха         | Південна Корея    | 3 – 0                 | Північна Корея    | Відбір до ЧС 1994          | -    |          |
| 16-2-1994  | Чханвон      | Південна Корея    | 1 – 2                 | Румунія           | товариський матч           | -2   |          |
| 26-2-1994  | Лос-Анджелес | Колумбія          | 2 – 2                 | Південна Корея    | товариський матч           | -2   |          |
| 12-3-1994  | Фуллертон    | США               | 1 – 1                 | Південна Корея    | товариський матч           | -1   |          |
| 1-5-1994   | Сеул         | Південна Корея    | 2 – 2                 | Камерун           | товариський матч           | -2   |          |
| 3-5-1994   | Чханвон      | Південна Корея    | 2 – 1                 | Камерун           | товариський матч           | -1   |          |
| 5-6-1994   | Бостон       | Еквадор           | 2 – 1                 | Південна Корея    | товариський матч           | -1   | 46'      |
| 17-6-1994  | Даллас       | Іспанія           | 2 – 2                 | Південна Корея    | ЧС 1994 - 1-й етап         | -2   |          |
| 23-6-1994  | Фоксборо     | Південна Корея    | 0 – 0                 | Болівія           | ЧС 1994 - 1-й етап         | -    |          |
| 27-6-1994  | Даллас       | Німеччина         | 3 – 2                 | Південна Корея    | ЧС 1994 - 1-й етап         | -3   | 46'      |
| Усього     |              | Матчів            | 51                    |                   | Голів                      | -39  |          |

## Титули і досягнення
- Переможець Юнацького (U-19) кубка Азії: 1980
- Бронзовий призер Азійських ігор: 1990